# Varetta Dillard
Varetta Dillard, (New York, 1933. február 3. – Brooklyn, 1993. október 4.) amerikai rhythm and blues énekes. Legnagyobb slágere a „Mercy, Mr. Percy” volt.

## Pályafutása
Varetta Dillard a New York állambeli Harlemben született. Gyermekkorának nagy részét kórházban töltötte veleszületett csontbetegsége miatt. Tizenéves kora közepére állapota stabilizálódott, bár mankó vagy más segítség nélkül továbbra sem tudott járni. 
Találkozott Carl Feasterrel, a The Chords doo-wop együttes tagjával, aki arra biztatta, hogy induljon tehetségkutató versenyeken. 1951-ben két egymást követő versenyt is megnyert az Apollo Theater-ben. A Savoy Records leszerződtette. Bár korai kislemezei kereskedelmileg sikertelenek voltak, Alan Freed meghívta, hogy játsszon azon a koncerten, amelyet később az első jelentős rock and roll koncertként ismertek el. Ezt 1952. március 21-én tartották − (Cleveland (Ohio); a biztonsággal kapcsolatos aggodalmak miatt a hatóságok leállították a koncertet, így Dillard már fel sem léphetett az eseményen.
Az „Easy, Easy Baby” lemeze 1952. júliusában a Billboard R&B listáján a 8. helyet érte el, és igen népszerű lett délen.
Ezután Dillard Hot Lips Page-dzsel és a The Five Keysszel turnézott, majd a lemezkiadója összrakta H-Bomb Fergusonnal egy sor duetthez. 
Larry Darnellel és Wynonie Harrisszel turnézott. A legnagyobb sikerét 1953. közepén érte el a „Mercy, Mr. Percy” című dallal, amely az R&B listán a 6. helyet érte el. A számot 1953. május 15-én vették fel. 
Következő nagy sikere és egyben utolsó slágerlistás slágere 1955. elején jött el, amikor felvette a „Johnny Has Gone” című számot. Ez tisztelgés volt Johnny Ace énekes előtt, aki egy véletlen öngyilkos lövés következtében halt meg. Dillard felvétele az Ace előtti tisztelgések közül az egyik legnépszerűbb volt, és a 6. helyet érte el az R&B listán. 
Továbbra is turnézott. Szerepelt az első rock and roll show-n New Jersey-ben 1955-ben. 1956. elején leszerződött az RCA leányvállalatához, a Groove-hoz, ahol több kislemezt is kiadott, köztük az „I Miss You Jimmy”-t, amely tisztelgés volt James Dean előtt. 
1957-ben a The Cookies kíséretében, Leiber és Stoller producerkedésével felvett számokat, de azok kereskedelmileg sikertelenek voltak. Ezután a Triumph kiadónál, majd az MGM leányvállalatánál, a Club kiadónál kezdett felvételeket készíteni. Utolsó felvételei 1961-ben készültek.
Az 1960-as évek elején csatlakozott férje gospel együtteséhez, a Tri-Odds-hoz, akik aktívan részt vettek a polgárjogi mozgalomban. Később zeneterapeutaként dolgozott krónikusan beteg gyermekekkel. Az 1950-es évek végi felvételeiből két válogatáslemez jelent meg a Bear Family Recordsnál 1989-ben.
1993-ban, 60 éves korában rákban halt meg Brooklynban.

## Albumok
- Mercy Mr. Percy: The Singles Collection
- Essential Varetta Dillard: Easy Easy Baby
- Volume One (1956 −
- Volume Two  − 1961)
- Johnny Has Gone (EP, 1956)

## Lemezeiből
- Here in My Heart / I'm Yours
- Please Tell Me Why / Hurry Up
- Easy, Easy Baby / Letter in the Blues
- Them There Eyes / You Are Gone
- Mercy, Mr. Percy / No Kinda Good
- I Ain't Gonna' Tell / My Mind is Working
- You're The Answer To My Prayer / Promise Mr. Thomas
- Johnny Has Gone / So Many Ways
- Darling, Listen to the Words of This Song / Mama Don't Want
- I Miss You Jimmy / If You Want To Be My Baby
- One More Time / I Can't Help Myself
- Cherry Blossom / I'm Gonna Tell My Daddy
- Got You on My Mind / Skinny Jimmy
- Star Of Fortune / The Rules Of Love
- Good Gravy Baby / Scorched